# Reichenspergerites robustus
Reichenspergerites robustus är en skalbaggsart som först beskrevs av August Reichensperger 1939.  Reichenspergerites robustus ingår i släktet Reichenspergerites och familjen stumpbaggar. Inga underarter finns listade i Catalogue of Life.